# Freising
Freising, parfois appelée Frisingue en français, est une ville allemande de Bavière de 47 000 habitants. Située au nord de Munich, elle est baignée par l’Isar. L'aéroport Franz-Josef-Strauß de Munich se trouve sur le territoire de cette commune.
Peu après sa fondation légendaire par l'apôtre Corbinien, la ville fut, à partir de 739, le siège d'un diocèse, lequel sera transféré à Munich le 1er avril 1818. La cathédrale Sainte-Marie et Saint-Corbinien est le siège de l'épiscopat.
L'ours de saint Corbinien est le symbole de la ville.
On y trouve la plus ancienne brasserie au monde, la Bayerische Staatsbrauerei Weihenstephan.
Freising est jumelée avec la ville française d'Arpajon, distante de 701 km, dans l'Essonne (91).

## Géographie

### Géographie physique
Freising se trouve au bord de l'Isar, à mi-chemin entre Munich (à 33 km au sud-ouest) et Landshut (Haute-Bavière), à une altitude de 448 m. Le site est essentiellement marqué par deux paysages caractéristiques des Préalpes bavaroises : le sandur appelé plaine glaciaire munichoise (Münchner Schotterebene), qui est la partie visible du plateau glaciaire Isar-Inn, et les collines du tertiaire séparant la vallée du Danube de celle de l'Isar, qui appartiennent aux collines de Basse-Bavière.
La ville est bornée au sud-ouest par la tourbière de Freising, l'une des grandes exploitations de tourbe préservées en Bavière. Elle s'est formée à un endroit où le sandur était si compact que l'eau ne pouvait qu'y ruisseler et former ces tourbières immenses. Les quartiers de Pulling et d’Achering occupent les surélévations de la micro-vallée creusée par un ruisseau post-glaciaire, le Moosach. Hormis les ruisseaux naturels, l'exploitation de la tourbe a donné naissance à quelques lacs artificiels. Le plus étendu, le Pullinger Weiher, se trouve entre Pulling et Achering, et il s'y trouve une tourbière encore en exploitation. Le sud-est de la commune voisine avec la tourbière d'Erding, aujourd'hui en grande partie asséchée. C'est le faubourg d’Attaching, qui touche à l’aéroport de Munich. Le plus important cours d'eau est le Goldach, qui s'écoule au sud-est d’Attaching.
L’Isar, venant du sud et traversant les faubourgs inondables d’Achering et d’Isarbrücke près de Marzling, traverse la ville sur plus de 10 km. Ses deux berges sont colonisées par une ripisylve vivace jusque dans le centre-ville même de Freising, mais qui, compte tenu de l’activité anthropique, a perdu par endroits son caractère strictement naturel. Du fait de la création du canal latéral du Moyen-Isar, depuis plus d'un siècle, la rivière se réduit lors des étiages d'été à un maigre filet d'eau. La canalisation du fleuve, la rectification de l’Isar et la discontinuité du débit solide consécutive à la création du lac de retenue de Sylvenstein, font que le fleuve se creuse chaque année davantage et le lit mineur est régulièrement déprimé. Ainsi la ripisylve n'est plus que rarement inondée et la flore s'est profondément adaptée depuis un siècle. Les prairies inondables naguère désertes du sud de la ville forment à présent le quartier populeux de Lerchenfeld. L'autre rivière, de moindre importance, qui irrigue la ville de Freising est le Moosach qui, venant de la tourbière de Freising, se fractionne intra muros en de multiples bras, sur lesquels des moulins à aubes étaient installés à l'époque moderne. Un de ces bras passe au nord de Domberg avant de traverser le centre-ville, tandis que le lit mineur s'écoule au sud de Domberg, avant de confluer de nouveau à l'est de la commune. Le bras canalisé de Schleifermoosach traverse la voie ferrée et le lit majeur de l'Isar avant de se déverser à son tour dans le Moosach à Marzling.
Au nord d’une ligne Pallhausen-Vötting-Tuching, le paysage change brutalement. La vallée de l'Isar est encaissée dans des gorges abruptes, couvertes par endroits de forêts. Deux des plus hautes collines de ce massif tertiaire, celle de Domberg et celle de Saint-Étienne, sont habitées depuis le Moyen Âge et leurs édifices sont visibles de loin. La ville, dans ces quartiers en hauteur, suit les contours rectilignes des ruisseaux qui se jettent non loin de là soit dans l'Isar, soit dans le Moosach. Les flancs de ces vallées souvent asymétriques ont été bâtis, donnant naissance aux quartiers de Hohenbachern, Sünzhausen, Itzling et Pettenbrunn ainsi qu'au faubourg nord de Freising. Le centre historique, qui jouxte le pied nord du Domberg, est borné au Nord entre les collines de Domberg (Lehrberg), de Saint-Étienne (Nährberg) et de l'ancienne caserne (Wehrberg). Une ceinture forestière, désormais protégée, contient l'expansion de Freising au nord et au nord-ouest. La plus grande partie forme une forêt domaniale, objet d'études scientifiques.
Dans la partie nord de la ville, les ondulations modérées du relief sont interrompues par la vallée abrupte et large de l’Amper, qui s'étend au-delà de la commune. Les flancs de la vallée sont très boisés, et le lit majeur est très industrialisé depuis qu'il a perdu son caractère marécageux. Ce sont les quartiers de Haindlfing, Garten et Erlau.

### Climat

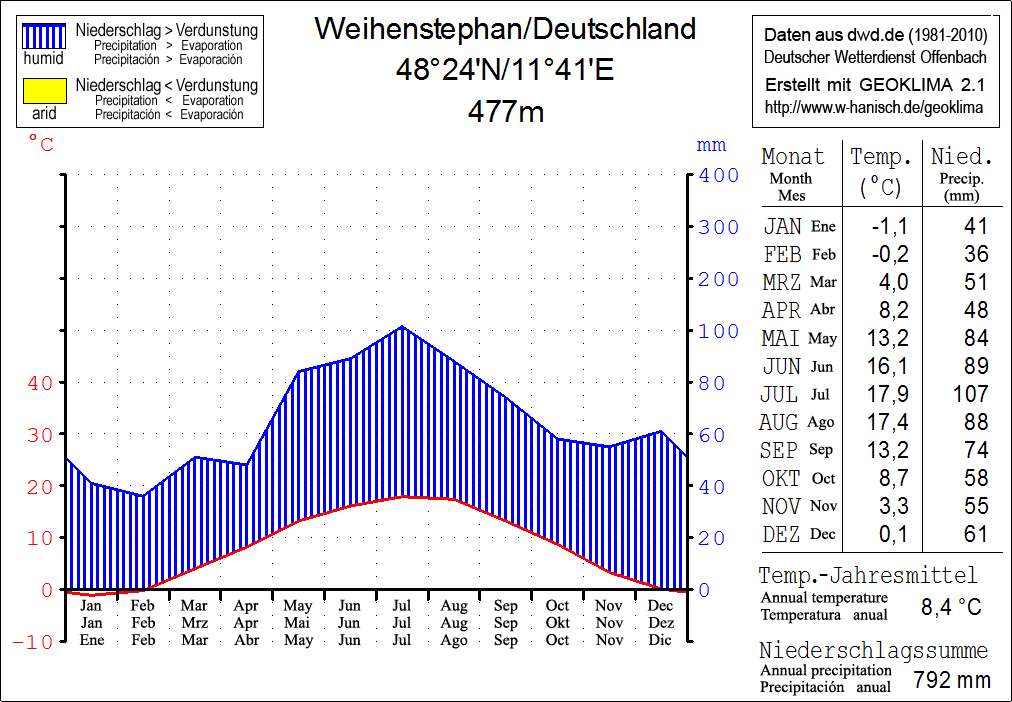
Diagramme climatique de la station météorologique de Freising/Dürnast

Freising se trouve à la limite du climat océanique et du climat continental sec. De ce fait, la météo y est très changeante. En moyenne annuelle, il tombe à Freising environ 790 mm de précipitations avec des pointes de mai à août. Certains jours, le foehn venu du sud amène un air chaud et sec, qui permet de discerner clairement la ligne de crête des Alpes bavaroises. C'est encore par l'effet de foehn que peuvent survenir des températures quasi-printanières les mois d'hiver. La proximité des Alpes rend les hivers parfois très neigeux. Dans les quartiers sud de Freising, la proximité de la tourbière d'Erding et de l’Isar rend l'automne brumeux. L'été, les précipitations sont souvent dues à des orages.
| Mois                     | jan. | fév. | mars | avril | mai  | juin | jui. | août | sep. | oct. | nov. | déc. | année |
| ------------------------ | ---- | ---- | ---- | ----- | ---- | ---- | ---- | ---- | ---- | ---- | ---- | ---- | ----- |
| Température moyenne (°C) | −1,1 | −0,2 | 4    | 8,2   | 13,2 | 16,1 | 17,9 | 17,4 | 13,2 | 8,7  | 3,3  | 0,1  |       |
| Précipitations (mm)      | 41   | 36   | 51   | 48    | 84   | 89   | 107  | 88   | 74   | 58   | 55   | 61   | 790   |

## Histoire
| Appartenances historiques Principauté épiscopale de Frisingue 1294–1803 Électorat de Bavière 1803–1806 Royaume de Bavière 1806–1918 Empire allemand 1871-1918 République de Weimar 1918–1933 Reich allemand 1933–1945 Allemagne occupée 1945–1949 Allemagne de l'Ouest 1949–1990 Allemagne 1990-présent |

### Préhistoire
Les plus anciennes traces de colonisation humaine dans la région de Freising, poteries et outils en silex, ont été mises au jour lors des fouilles du Domberg en 1976. Ces vestiges se rattachent à la culture néolithique de Münchshöfen. On a également découvert de nombreux vestiges de l’Âge du bronze ancien et la civilisation des champs d'urnes. Il y a enfin une voie romaine le long de l'Isar connue des archéologues. Si la continuité d'un habitat dans la région n'est pas prouvée, la situation favorable du Domberg dans le cadre régional la rend hautement probable.
Le toponyme est interprété comme campement de Frigis : il renvoie probablement à un refuge fondé au cours des grandes invasions et est vraisemblablement d’origine celtique.

### Du palais ducal à l'évêché

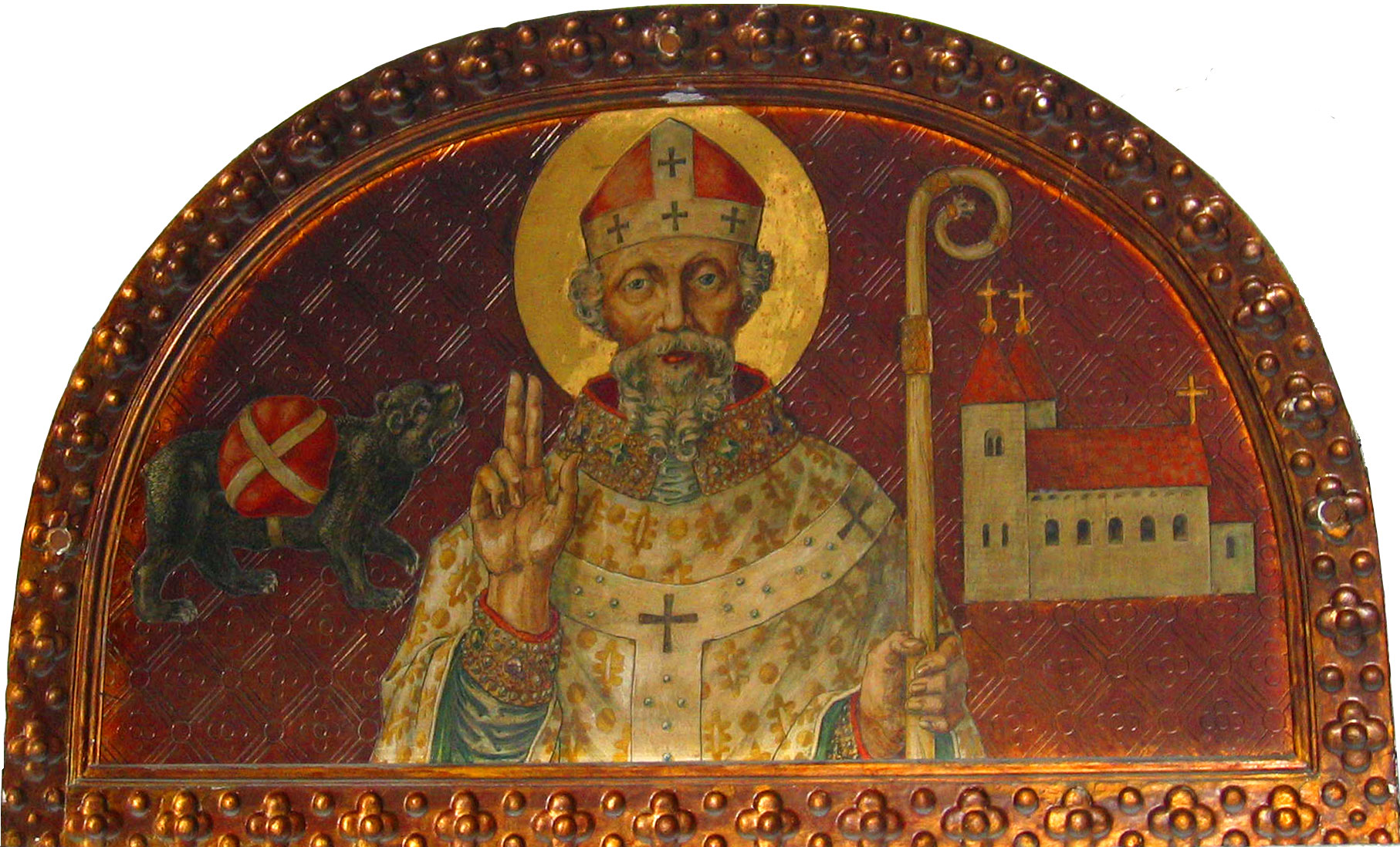
Effigie de saint Corbinien dans la crypte de la cathédrale.

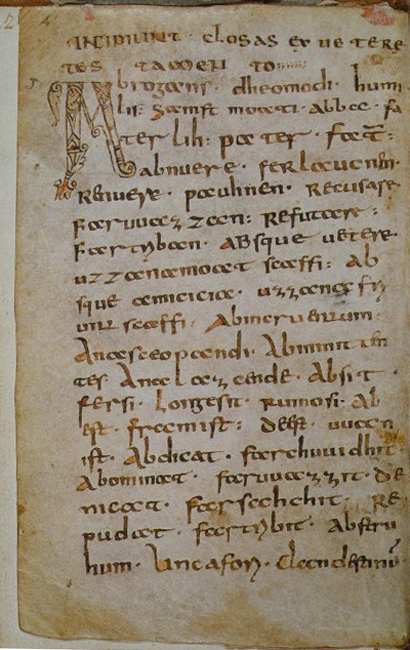
Première page du Codex Abrogans d'Arbéon de Freising.

Les premiers témoignages écrits remontent au haut Moyen Âge, et évoquent Frigisinga comme le palais de la première lignée ducale (vers 555 apr. J.-C.). Une fois que le duc Théodon Ier eut fait, de son vivant, le partage des terres des Bavarii entre ses quatre fils, Freising, qui comprenait un camp romain, un corps de logis et une chapelle mariale, devint dès 715 une résidence des princes Agilolfing. Freising est d'ailleurs la seule ville fondée du temps des Bavarii Agilolfing et c'est ainsi la plus ancienne ville de Haute-Bavière.
L'église de la Vierge, qui précéda la cathédrale, était déjà un édifice de pierre et destinée à l'évêque. Le duc Théodon avait effectué un pèlerinage à Rome et avait plaidé auprès du pape Grégoire II pour la création d'un diocèse en Bavière : cette démarche est rapportée dans le Liber pontificalis et s'est soldée par le décret papal de 716 instituant quatre diocèses en Bavière (Ratisbonne, Passau, Salzbourg et Freising). Pour une raison indéterminée, cependant, ce décret ne fut jamais appliqué, malgré le besoin qu'avait le duc d'un évêque, afin de consolider sa propre autorité.
Au cours de ses tentatives de doter le duché de Bavière-Freising d'un clergé, le duc Grimoald (de) (fils de Théodon II) rencontra l'ermite franc Corbinien, qui selon la tradition serait venu d’Arpajon à Freising en 724 (mais plus vraisemblablement en 715). À Freising, l'évêque trouva sur le mont Saint-Étienne un édifice qu'il consacra en chapelle, et dont il fit le centre de son apostolat. C'est pourquoi on regarde Corbinien comme le fondateur et le premier évêque du diocèse de Freising, même s'il fallut attendre 739 pour que Boniface proclame la ville chef-lieu de diocèse. Corbinien est depuis le saint patron de l’archidiocèse de Munich et Freising. Son attribut, l’ours, qui d'après la légende aurait servi de monture au saint patron à la traversée des Alpes, apparaît sur les armoiries de la ville de Freising.
Le duc Grimoald et Corvinien se querellèrent au sujet de mariage du duc avec Pilitrud, la veuve du frère Theodolt de Grimoald : conformément au droit canon de l'époque, Corbinien avait appelé à l'annulation de cette union. Alors la duchesse Pilitrud tenta d'empoisonner Corvinien, lequel prit la fuite pour Caines (près de Méran) et ne revint à Freising que des années plus tard. Le duc Grimoald venait de mourir et son neveu Hugibert régnait désormais sur la Bavière. Le monastère Hugibert fut édifié en 725 sur le Domberg, date à laquelle Freising n'est plus citée comme résidence ducale.
En 788, vers la fin du règne de cette première lignée ducale, et la petite ville (civitas, oppidum) qui avait naissance alentour devinrent domaine temporel de l’Église et la colline où se dressait le château (Burgberg) devint la « colline de la cathédrale » (Domberg). Freising s’épanouit désormais comme une ville de clercs, avec ses monastères, ses bibliothèques, ses Scriptoriums et un séminaire. L'évêque Arbéon de Freising (723–784), qui est considéré comme le premier écrivain de langue allemande, y composa le Codex Abrogans, un glossaire latin-tudesque, dont le manuscrit est le plus ancien texte en allemand de l’abbaye de Saint-Gall.

### Un centre du savoir du haut Moyen Âge

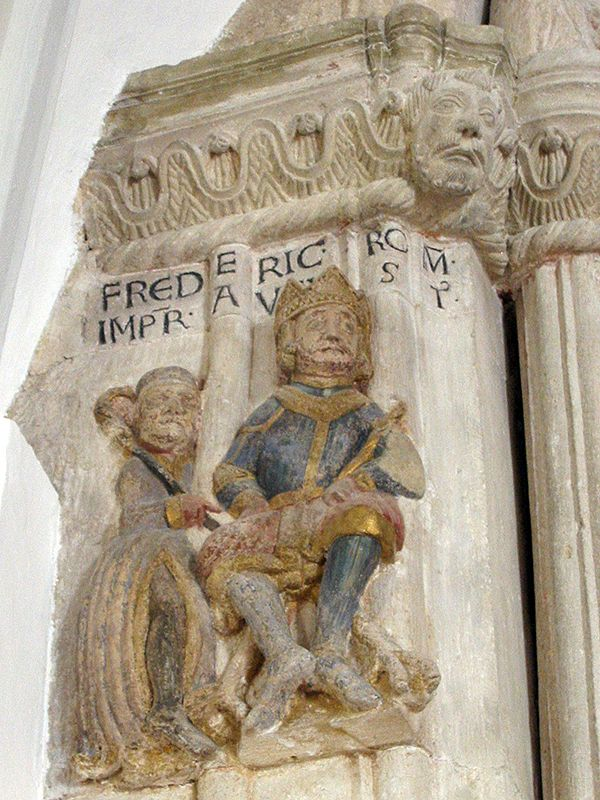
Effigie de l'empereur Barberousse dans la cathédrale de Freising.

C'est vers 860 que l'évêque Annon de Freising fit raser l'ancienne chapelle pour y édifier à la place une église à trois nefs, qui est la plus ancienne église mariale du Diocèse. Jusqu'à la consécration de Waldo de Freising, chancelier du roi Charles III, les rois étaient indifférents au choix du détenteur du trône épiscopal de Freising, mais pour les 250 années qui suivirent, ce furent les rois de Francie orientale qui décidèrent de la nomination de l'évêque. Ces prélats étaient presque toujours chancelier, secrétaire ou missi dominici du duc. Ils jouissaient du plus haut prestige auprès des rois et empereurs romains germaniques : Louis le Germanique et Louis l'Enfant furent élèves du séminaire de Freising, l'empereur Henri II eut l’évêque Abraham pour précepteur et l'empereur Conrad le Salique confia l'éducation de son fils aîné à l’évêque Egilbert.
La cathédrale fut la proie d'un premier incendie en 903, dont les dégâts étaient déjà réparés en 906 ; et lorsqu'en 955 la ville fut mise à sac par les Magyars, le Domberg fut miraculeusement épargné. Au cours des décennies suivantes, on mit cela sur le compte des prières de l'évêque d'alors, Lantbert, qui avait su invoquer une « nuée miraculeuse ». Il est, avec Corbinien, le seul évêque de Freising  à avoir été canonisé.
Dans l'intervalle, la ville qui avait pris naissance autour de la cathédrale ne parvenait pas, contrairement à ses rivales Augsbourg et Ratisbonne, à s'émanciper de l’autorité de l'évêque. Freising resta en effet tout le Moyen Âge une principauté ecclésiastique, réputée pour ses clercs, qui en faisaient le centre culturel, artistique et religieux de la vieille Bavière, et désignée comme le mons doctus. En effet, la plupart des toponymes de Haute-Bavière sont mentionnés pour la première fois dans les cartulaires de Freising (Freisinger Traditionsbüchernc). L’art de l’écriture et de l’enluminure prospérèrent à Freising, avec par exemple la composition, entre 972 et 1039, des "mémorials de Freising", trois textes en slovène qui sont les plus anciens témoins écrits de cette langue, et aussi le premier exemple d’une  langue slave transcrite en alphabet latin : ils contiennent le texte d’une donation en 973 par l'empereur Otton II de la terre de Škofja Loka en Slovénie à l'évêque Abraham de Freising.
La facture d’instruments et la musique sacrée furent aussi des atouts de Freising à cette époque : ainsi dès 873, le pape Jean VIII demande à l’évêque Annon de lui procurer un orgue et un organiste pour sa cour de Rome. Le plus ancien chant d’église en allemand, le Petrusleich, a été composé au Xe siècle à Freising et le premier mystère sacré en latin, le Dreikönigsspiel (le « Jeu des Trois Rois »), a été représenté la première fois dans le chœur de la cathédrale de Freising.
Les Archives d'État de Bavière à Munich conservent le diplôme signé d’Otton III à Freising en 996, accordant à la ville le droit de Foire, de monnaie et d’octroi. Ce diplôme comporte aussi une donation de terres de la région de Neuhofen an der Ybbs par l'empereur à l'évêque Gottschalk de Freising en les situant dans une regione vulgari vocabulo Ostarrîchi, qui est sans doute la première mention écrite de l’« Autriche ». La brasserie qui se trouve depuis 1040 sur le Mont Saint Étienne serait la plus ancienne au monde.

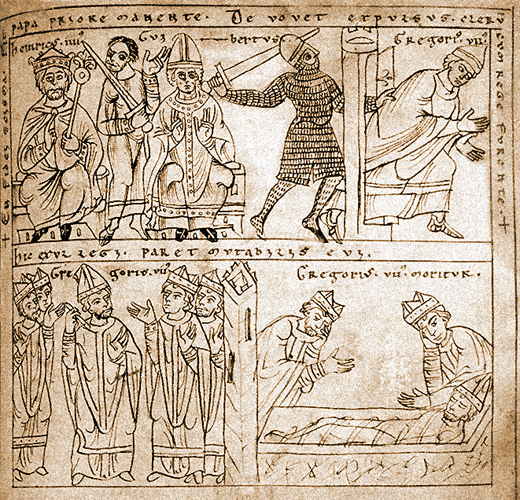
Enluminure tirée de la Chronique d'Otton de Freising (XIIe siècle).

L'évêque Otton de Freising (1112–1158) de la dynastie des princes de Babenberg, abbé du Morimond est l'un des plus fameux chroniqueurs du Moyen Âge. Vers 1140, il établit aux lisières de la ville le monastère des Prémontrés de Kloster Neustift. En 1143 il entreprit la composition de son histoire du Monde, Chronica sive Historia de duabus civitatibus (de), dont le huitième et ultime volume présente sa vision du Jugement dernier. Othon fut aussi le biographe de l'empereur Frédéric Ier (Die Taten Friedrichs oder richtiger Chronica).
En 1158, le duc de Bavière Henri le Lion fit incendier l'octroi de Föhring géré par la ville, afin d'assurer l'exclusivité du commerce du sel apud Munichen, jusqu'alors simple communauté monastique du Petersberg dépendant de l'Abbaye de Tegernsee. Alors l'évêque en appela à l’empereur. Lors du Lit de justice d'Augsbourg, le 14 juin 1158, l’empereur Frédéric Barberousse trancha l'affaire de l'octroi sur l'Isar au bénéfice de Henri le Lion, bien que l'évêque Othon fût son propre oncle. Cette décision était motivée par la raison d’État, car l'empereur était l'obligé du duc guelfe, et il redoutait un affrontement avec les Grands de l'Empire. Munich obtint le droit de foire et de battage, mais devait en contrepartie reverser un tiers de ses bénéfices à Freising. Ces versements se maintinrent jusqu'en 1803 au bénéfice du diocèse de Freising et finalement jusqu'en 1852 au Royaume de Bavière. Le 14 juin 1158 est aussi la date officielle de la fondation de Munich, qui marque la première étape de l’accession de cette ville au statut de métropole. Après la mise au ban de Henri, Munich, au terme du partage de Ratisbonne (1180), échut à l'évêque de Freising, avant d'être confiée en 1240 aux princes de Wittelsbach, à nouveau ducs de Bavière, qui en firent leur palais en 1255.
En 1159, l'ancienne église fut détruite dans un incendie, et on entreprit d'édifier à sa place une cathédrale romane à cinq nefs. Les causes de l'incendie du 5 avril 1159, qui ravagea la ville et son église, demeurent mystérieuses. Il est cependant contemporain du paroxysme de l'affrontement opposant l'évêque de Freising et Henri le Lion. Lors de la reconstruction (qui se prolongea jusqu'en 1205), l'empereur Frédéric Barberousse et son épouse Béatrice Ire de Bourgogne, en tant que parrains, visitèrent plusieurs fois le chantier. Le couple impérial est immortalisé par une sculpture à l'intérieur du portail roman. L'édifice fut le premier construit au Nord des Alpes en briques depuis la chute de l'Empire romain. L'évêque Albert Ier de Harthausen fut le second maître d’œuvre de cette cathédrale massive, au plan modifié à de multiples reprises, mais dont le modèle reste fondamentalement celui de la basilique romaine à colonnes, avec deux tours en façade et une crypte souterraine. Le bestiaire représenté sur les chapiteaux des colonnes à chapiteaux de la crypte (Bestiensäule, vers 1160) est unique en son genre en Allemagne.

### Principauté ecclésiastique

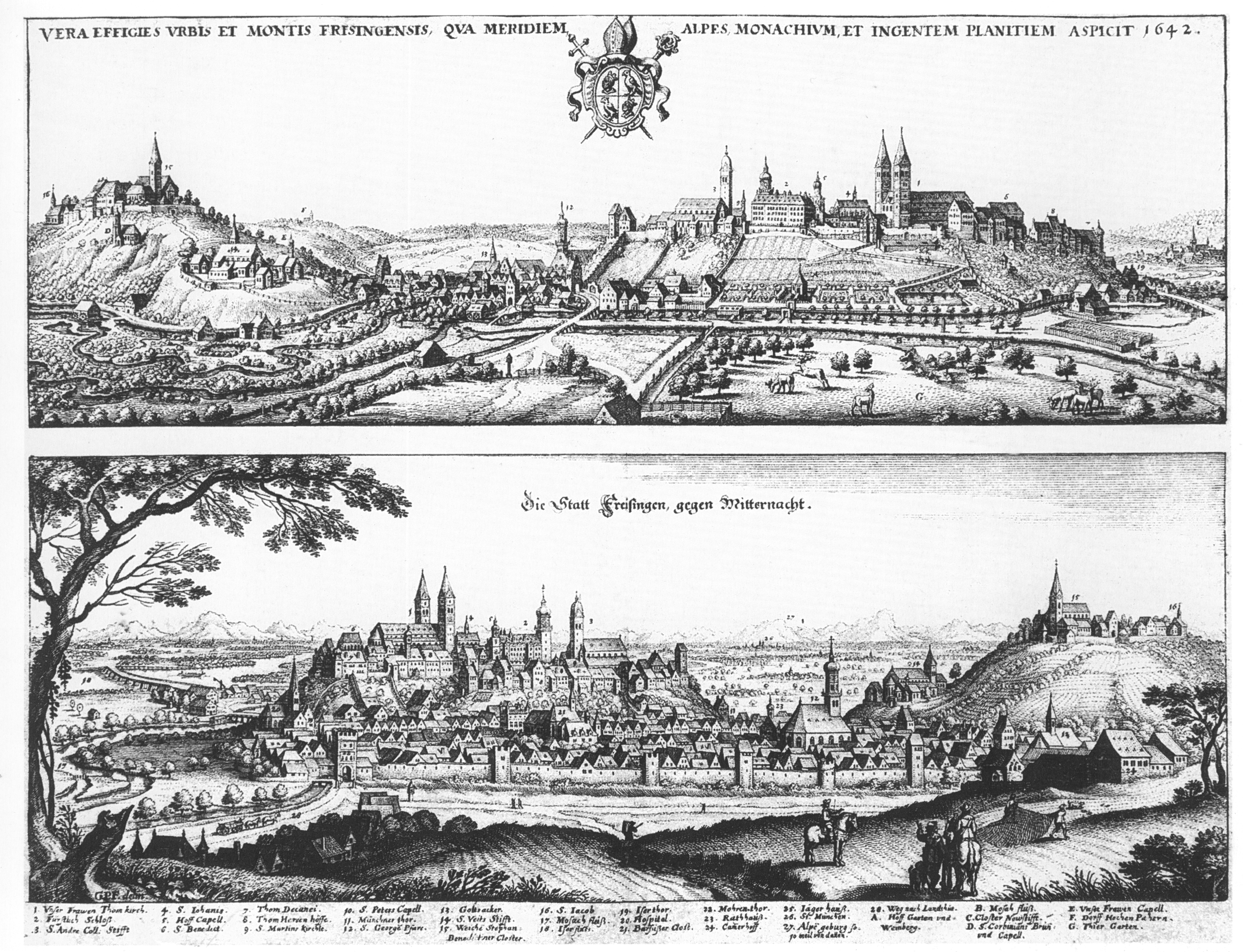
Planches tirées de la Topographia Germaniæ de Matthäus Merian (1642).

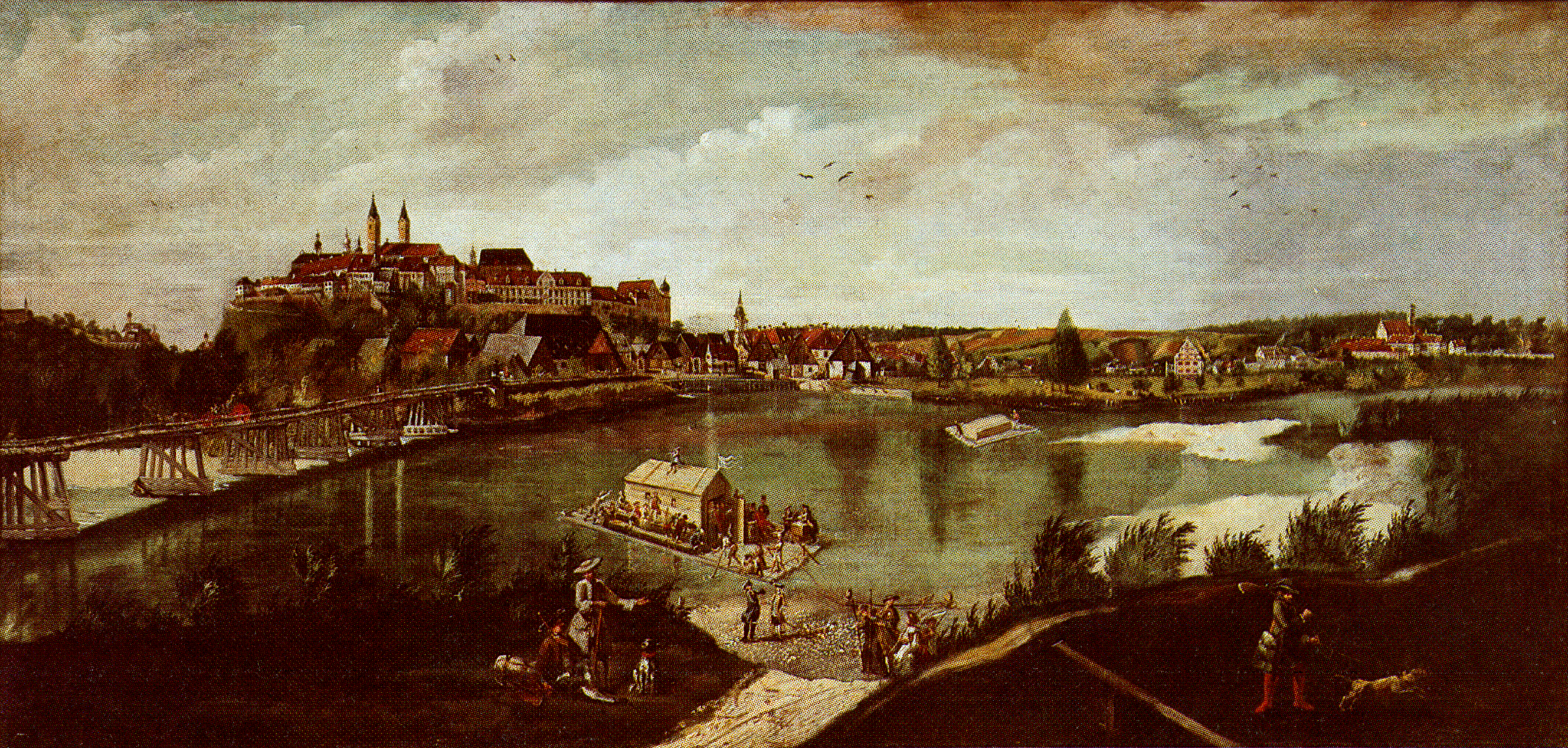
Freising vue du Sud ; à gauche, le pont Saint-Corvinien franchissant l'Isar (1772).

À la fin du Moyen Âge Freising émergea comme une grande ville, dont les princes-évêques successifs (Freising était depuis 1294 chef-lieu de diocèse) se signalèrent surtout par leur attachement au prestige culturel de leur ville. L'octroi d'une charte à la ville en 1359 par l'évêque Albert marque une nouvelle étape dans l'émergence du pouvoir bourgeois. Pour les princes de la Maison de Wittelsbach, le diocèse de Freising, avec ses comtés et ses villes vassales (Garmisch-Partenkirchen, Mittenwald, Ismaning, Burgrain et Isen) étaient une épine dans le pied de leur duché de Bavière ; aussi essayèrent-ils de placer à la tête de l'évêché des membres de leur famille, mais n'y parvinrent vraiment qu'à partir du XVe siècle.
L’évêque Gui Adam Gepeckh von Arnsbach (1618–1651) réalisa d'importants aménagements dans la cathédrale (dont le panneau du maître-autel de la cathédrale, la Femme de l'Apocalypse, œuvre de Pierre-Paul Rubens) et fit édifier le palais épiscopal. Il gouverna Freising aux heures sombres de la guerre de Trente Ans, lorsqu'en 1632, le roi Gustave-Adolphe, se portant vers Munich, s'empara de Freising, exigea une rançon de 30 000 florins et malgré son versement incendia la ville. La famine et les épidémies faisaient encore rage lorsqu'en 1646 les Suédois refirent irruption dans le pays. Le successeur de l’évêque, Albrecht Sigismond de Bavière, fit consacrer en 1674 la colonnade de Mariensäule, sur la place du centre-ville, en action de grâces pour l'extinction de l’épidémie de peste. Il fit construire le portail monumental de la cathédrale et aménagea un jardin princier par delà les remparts de la ville.
Freising connut une période de prospérité sous le règne de l’évêque Johann Franz Eckher von Kapfing und Liechteneck (1696–1727). Ce prélat consacra une chapelle à Saint Maximilien, qui aurait lancé depuis Freising l’évangélisation de la ville quelque 1500 ans plus tôt. On doit aussi à l’évêque Eckher la construction du Fürstengang, une galerie de portraits de tous les princes-évêques de Freising et de paysages des territoires dépendant de Freising. Il créa en 1697 la première école secondaire de Freising, le Lycée de la Marienplatz, et fit construire la tour baroque de l'église paroissiale Saint-Georges. Pour le jubilé des mille ans de la ville (1724), il chargea les frères Asam de rénover entièrement la décoration de la cathédrale. Il confia en outre au père bénédictin Karl Meichelbeck, la rédaction d'une nouvelle Chronique du diocèse : cet ouvrage en deux volumes, Historia Frisingensis, est cité comme le premier travail de critique historique du monde germanophone ; il s'inscrivait dans la tradition déjà longue des chroniques composées en Bavière. Une page particulièrement sombre de l'histoire du pays est la chasse aux sorcières de Freising, au cours de laquelle de nombreux enfants furent exécutés.

### La sécularisation
2 septembre 1796 : bataille de Freising

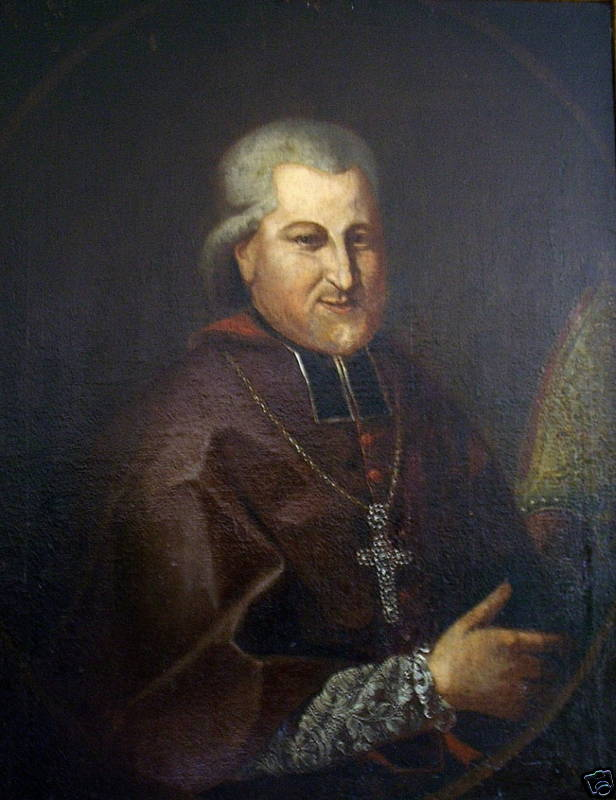
Joseph Konrad von Schroffenberg-Mös, dernier prince-évêque de Freising

La sécularisation de 1802-03 mit un terme à l'évêché millénaire et au règne des princes-évêques de Freising. Le 23 août 1802, la ville était occupée par l'armée révolutionnaire. Le 27 novembre 1802, le baron Johann Adam von Aretin, nommé commissaire à la réquisition des biens du clergé, devenait l'administrateur provisoire de la ville. Il proclama la dissolution du diocèse, organisa la réquisition et expulsa les chanoines et religieux, ainsi que leur cour, des édifices publics. Le palais des princes-évêques fut annexé au Royaume de Bavière. Vingt ans plus tard, l’archevêché revoyait le jour, mais cette fois comme « Archidiocèse de Munich et Freising », avec cathédrale à Munich. Tous les monastères et la plupart des églises subirent le contrecoup de cette sécularisation, soit par le pillage et le démantèlement, soit par la profanation et la reconversion des sites. Les églises, les abbayes Saint-André du Domberg et Saint-Vit furent entièrement détruites, et l’abbaye saint-Étienne, en grande partie démantelée. Même la cathédrale et les deux églises adjacentes (l’abbaye Saint-Jean-de-Freising et l’église Saint-Benoît) devaient être rasées ; mais le général français Duverdien, qui voulait aménager ces lieux de prière pour l'anniversaire de Napoléon Bonaparte, s'y opposa. Par contre, la perte de la chapelle Saint Corbinien des frères Asam, édifiée à l'emplacement d'une source merveilleuse (source de Corbinien), antique lieu de pèlerinage sur le Mont Saint-Étienne, reste une perte irréparable. Ses ruines sont aujourd'hui les seuls vestiges de la sécularisation en Bavière.
Les bâtiments du couvent des Prémontrés, Neustift (qui deviendra un quartier de la ville lors de la réforme administrative de 1905) étaient des chefs-d'œuvre d’architecture rococo qui abritaient le parlement de Bavière. L'abbaye bénédictine Saint-Étienne, fondée en 1020, survécut comme brasserie puis comme ferme-modèle. Elle abrite aujourd'hui le lycée agricole Saint-Étienne-Triesdorf et le Centre de recherche Saint-Étienne pour l'Agro-alimentaire, l'Aménagement du territoire et l'Environnement de l’université technique de Munich.
La sécularisation frappa très durement le chef-lieu de diocèse en remettant en question non seulement la vocation religieuse de la ville, mais son existence même. On regrettait la disparition des biens de l’Église ; la dissolution du gouvernement princier et du clergé chargé des affaires locales mettait au chômage une grande partie de la population de Freising, et la plongeait dans la précarité : il faudra une décennie pour que la ville se remette de ce coup. Même les jurandes spécialisées (facteurs d'instrument et orfèvres), dont l'établissement remontait au Moyen Âge, furent mises en péril.

### Freising au sein du royaume de Bavière

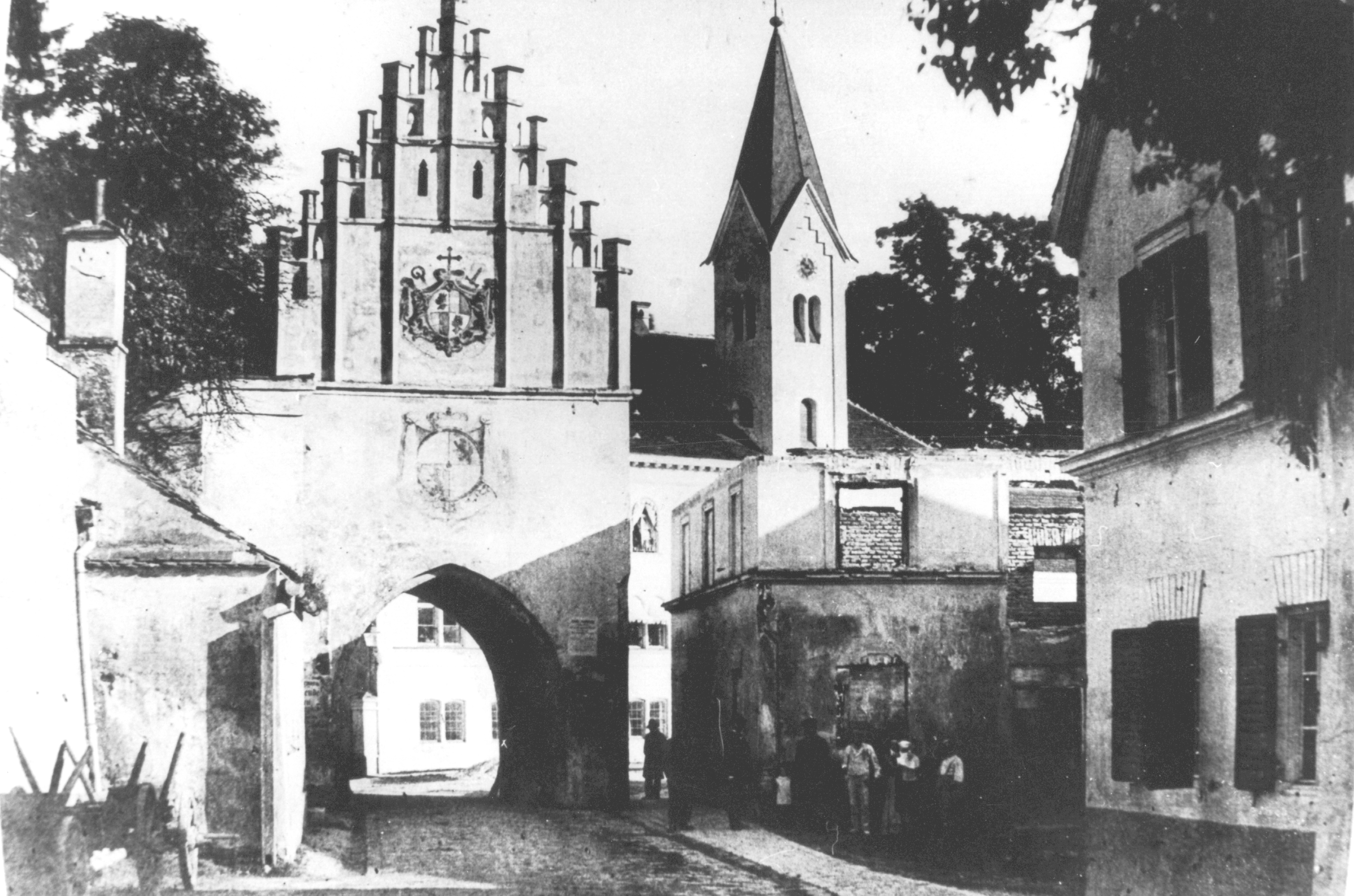
Toutes les portes fortifiées de la ville furent abattues au XIX. On voit ici la Porte de Munich (1878).

De 1817 à 1819, le ruisseau de Nierenbach, défluent du Moosach urbain, fut busé sous la Grand-Rue (Hauptstraße) et la Heiliggeistgasse.
À l'occasion du jubilé des 25 années de règne du roi Maximilien-Joseph, on érigea en 1824 dans le Schulgarten (non loin de l'hospice du Saint-Esprit) un monument, le Königsstein, qui fut ensuite déplacé dans le Fürstendamm (1853).
En 1834, le lycée retrouva sa vocation d'école de théologie, d'où naîtra l’Institut de Théologie, actif entre 1923 et 1969. Il avait pris le relai du Lycæum fondé en 1697 et fermé par décision révolutionnaire en 1803. Ses locaux accueillent aujourd'hui la bibliothèque diocésaine de Freising, qui est, avec plus de 322 000 volumes, l'une des plus grandes bibliothèques diocésaines d'Allemagne.
La compagnie ferroviaire AG der Bayerischen Ostbahnen lança en 1858 la construction de la première ligne de Munich à Ratisbonne, desservant Freising et Landshut. La gare de Freising fut implantée au sud de la ville ; la voie ferrée passait en dehors de la ville entre l'Isar et le pied du Domberg. La rentabilité croissante du trafic et les faibles inégalités du relief poussèrent les autorités à abattre les portes fortifiées médiévales au cours des décennies suivantes. Des fortifications de Freising, il ne subsiste guère que la Bürgerturm, devenue musée, et la Karlsturm. En revanche, les portes d'accès au Domberg sont encore intactes.
Sur les terrains du doyenné Saint-André du Domberg, Matthias Berger édifia entre 1868 et 1870 le séminaire pour enfants (Erzbischöflichen Knabenseminar), qui est devenu aujourd'hui le musée du Domberg.
Comme il fallait déplacer la garnison de Neustift (qui occupait les bâtiments de l'ancienne abbaye de même nom) à Freising, le 7 décembre 1904 la construction de la caserne Prince-Arnolphe (rebaptisée plus tard « quartier Vimy »). La commune de Neustift perdait ainsi une source de revenu importante, et c'est pourquoi elle réclama en compensation son incorporation à Freising, entériné par les autorités le 1er janvier 1905,.
La résidence du Domberg, devenue séminaire, connut entre 1900 et 1902 des agrandissements confiés à l’architecte Gabriel von Seidl. En 1904-05, l’architecte Günther Blumentritt dirigea le chantier du nouvel hôtel de ville sur la Marienplatz. À l'occasion du creusement du canal latéral, en 1908, le ruisseau busé de Nierenbach fut asséché.

### De la République de Weimar au nazisme

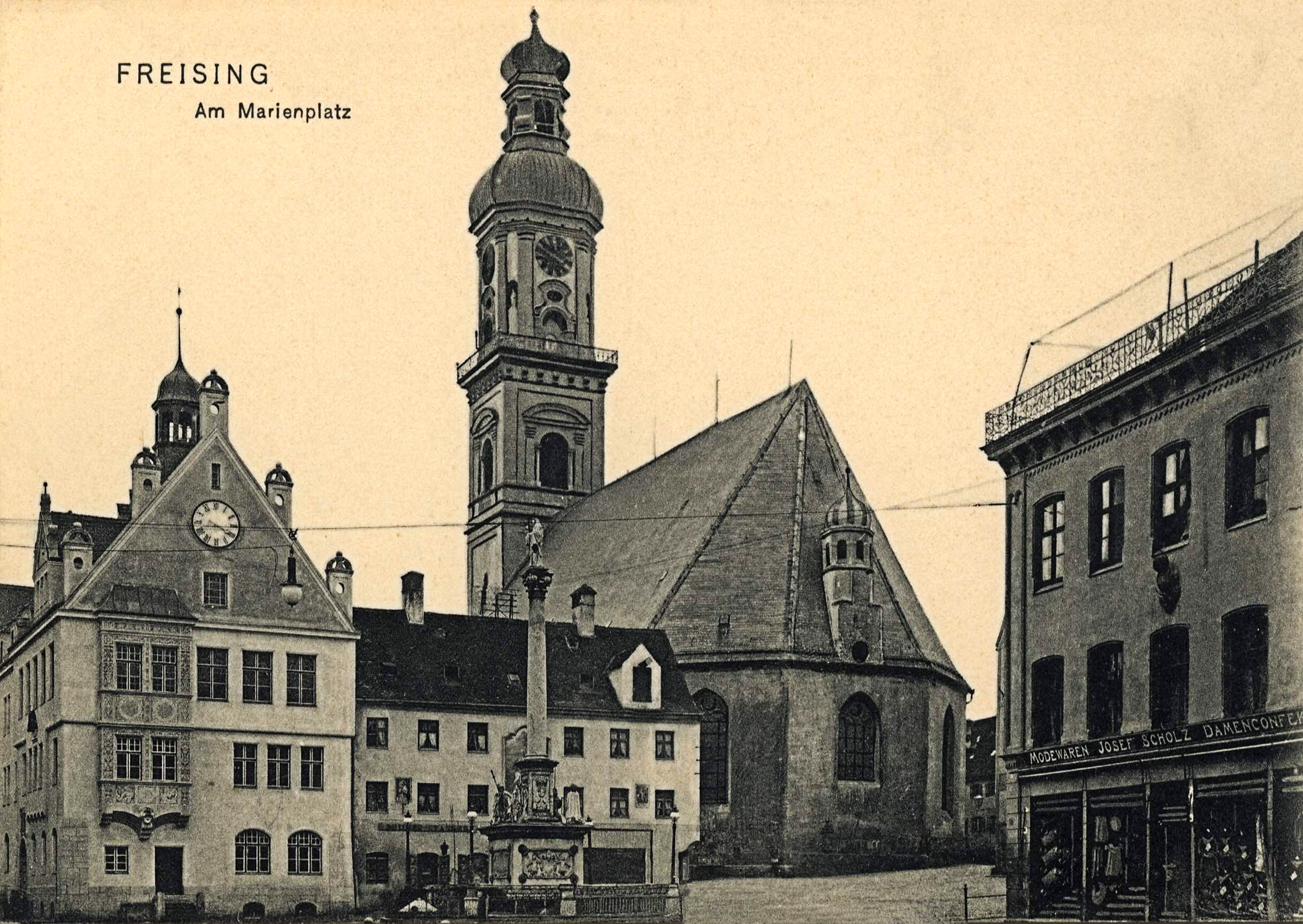
La Marienplatz vers 1900

En 1918, la révolution de novembre balaya la monarchie et Kurt Eisner proclama la république. À Freising comme ailleurs en Bavière, il se constitua un Conseil ouvrier et de soldats. Pour autant, la municipalité, réunie autour du bourgmestre Stephan Bierner restait en place. Lors des élections régionales du 20 janvier 1919, le Parti populaire bavarois et le SPD sortirent vainqueurs à Freising avec respectivement 48 et 39 % des voix. Dans le gouvernement Eisner, Freising était représentée par Hans Unterleitner au poste de ministre des Affaires sociales
Quelques jours après l'assassinat d'Eisner, le 7 avril 1919, on proclama à Freising comme à Munich la République des conseils. Freising se comporta d'abord de façon neutre envers le nouveau régime, même si sa garnison y était vraisemblablement favorable. Puis le 26 avril 1919, des troupes venant de Ratisbonne firent irruption en ville, et forcèrent le gouvernement à prendre l'exil pour Bamberg. La ville se rallia au régime parlementaire, mais entendait assurer la sécurité des anciens partisans de la République des Conseils et ne pas les livrer. Le 30 avril, la troupe partit pour Munich et mit à bas la République des Conseils.
Le 7 septembre 1922 se créait à Freising l’antenne locale du parti nazi. Dès 1925, la ligne de chemin de fer Munich–Landshut était électrifiée.
En 1924, les festivités des 1200 ans de l'évêché durèrent une semaine. Près de 50 000 fidèles assistèrent aux messes, défilés et processions. Le 14 septembre 1930, les Pallottins inaugurèrent un séminaire et une église, l’Église Saint-Jean-Baptiste, au nord de la ville.
En 1933, le premier bourgmestre Stephan Bierner, depuis 30 ans aux affaires, fut écarté à l'initiative du commissaire extraordinaire Hans Lechner et du chef local du parti nazi, Georg Preiser. Le bourgmestre tint cependant à préciser lors d'un ultime discours qu'il était contraint de partir. Quoiqu'il ne fût pas nazi, c'était un conservateur nationaliste bon teint. Ses successeurs furent le conseiller d’État Gottlieb Schwemmer, puis Karl Lederer. Le 1er avril 1937, des faubourgs de la commune de Vötting étaient rattachés à Freising, puis le 22 mai 1940 annexés à l'arrondissement de Freising.

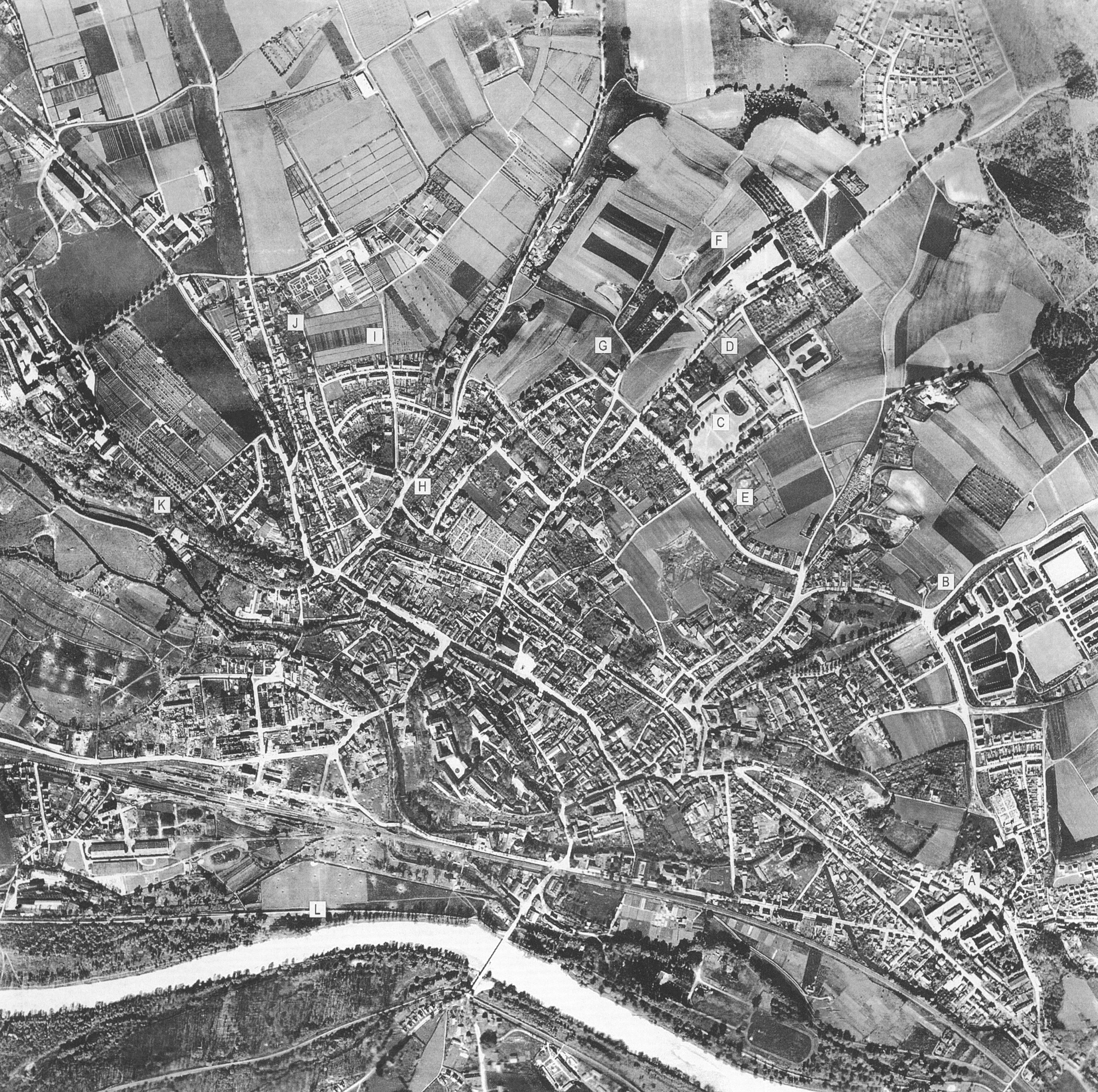
photo aérienne prise le 25 avril 1945. On distingue nettement les dégâts du bombardement du 18 avril dans le quartier de la gare. On reconnaît aussi la caserne du général von Stein (B), la caserne Vimy (C) et la caserne de réserve (F).

Après le Quartier Vimy, on construisit deux autres casernes dans les années 1930 à Freising. Sur la rue Haindlfinger, on établit entre 1933 et 1936 la caserne dite « de réserve » (Ersatz-Kaserne ou E-Kaserne), qui servit d'abord de centre d'entraînement des SA, puis en 1936-37 on construisit la caserne du général von Stein sur le Mainburger Berg.
Au cours de la nuit de Cristal, une foule de 3 000 citoyens de Freising défila dans le centre-ville, chassant de chez eux les juifs. La fille d'un commerçant, poussée dans la rue, fut désignée à la haine publique puis embarquée dans un fourgon (Schutzhaft) avec son père. L'avocat Max Lehner, futur bourgmestre, fut aussi arrêté cette nuit-là. Quoiqu'il ne fût pas juif, il fut molesté et traîné à travers la ville avec un écriteau portant la mention Juda verrecke. On lui reprochait sa « juiverie » parce qu'il défendait les juifs au tribunal. Des 16 juifs habitant Freising en 1933, il n'en restait que deux en 1945 : ils s'étaient enfuis l'un en Angleterre, l'autre en Palestine, et revinrent après la guerre en Allemagne.
Pendant presque toute la guerre, la ville fut épargnée. Pour la population comme pour les autorités nazies, elle passait pour un endroit sûr, car il n'y avait pas d'industrie d'intérêt militaire à proximité et l'hôpital militaire du Domberg soignait des officiers prisonniers. Ce n'est que le 18 avril 1945 qu'un bombardement visant la gare (mené par 61 Boeing B-17) fit 224 victimes. Les constructions mécaniques Steinecker et Schlüter furent sérieusement touchées, l'église de l'Ascension du Christ entièrement détruite, ainsi qu'une chapelle à flanc de coteau ; les quartiers de Wörth et de la Kochbäckergasse étaient également dévastés. On enterra les victimes dans une fosse commune du cimetière de Neustift,.
Au début de l'après-midi du 29 avril 1945, l'armée américaine atteignait les faubourgs nord, qu'elle commença par bombarder. Quelques commerçants, parmi lesquels l'hôtelier Dettenhofer (hôtel Bayerischer Hof), tâchèrent de convaincre le gouverneur militaire de se rendre, mais ce dernier craignait les SS. Alors ils hissèrent le drapeau blanc au clocher de l'église Saint-George, mais en vain. Vers 18 heures, les SS quittaient la ville en faisant exploser le pont Corvinien franchissant l'Isar. Dès le lendemain matin, le génie militaire américain avait établi un pont provisoire, et cinq jours plus tard, une passerelle en bois rétablissait la communication entre les deux rives. Le 2 juin, les entreprises de Freising lançaient un nouveau pont permettant le passage de véhicules lourds. Le nouveau pont Corvinien, de facture assez différente de l'ancien, sera reconstruit en 1948.

### Depuis 1945

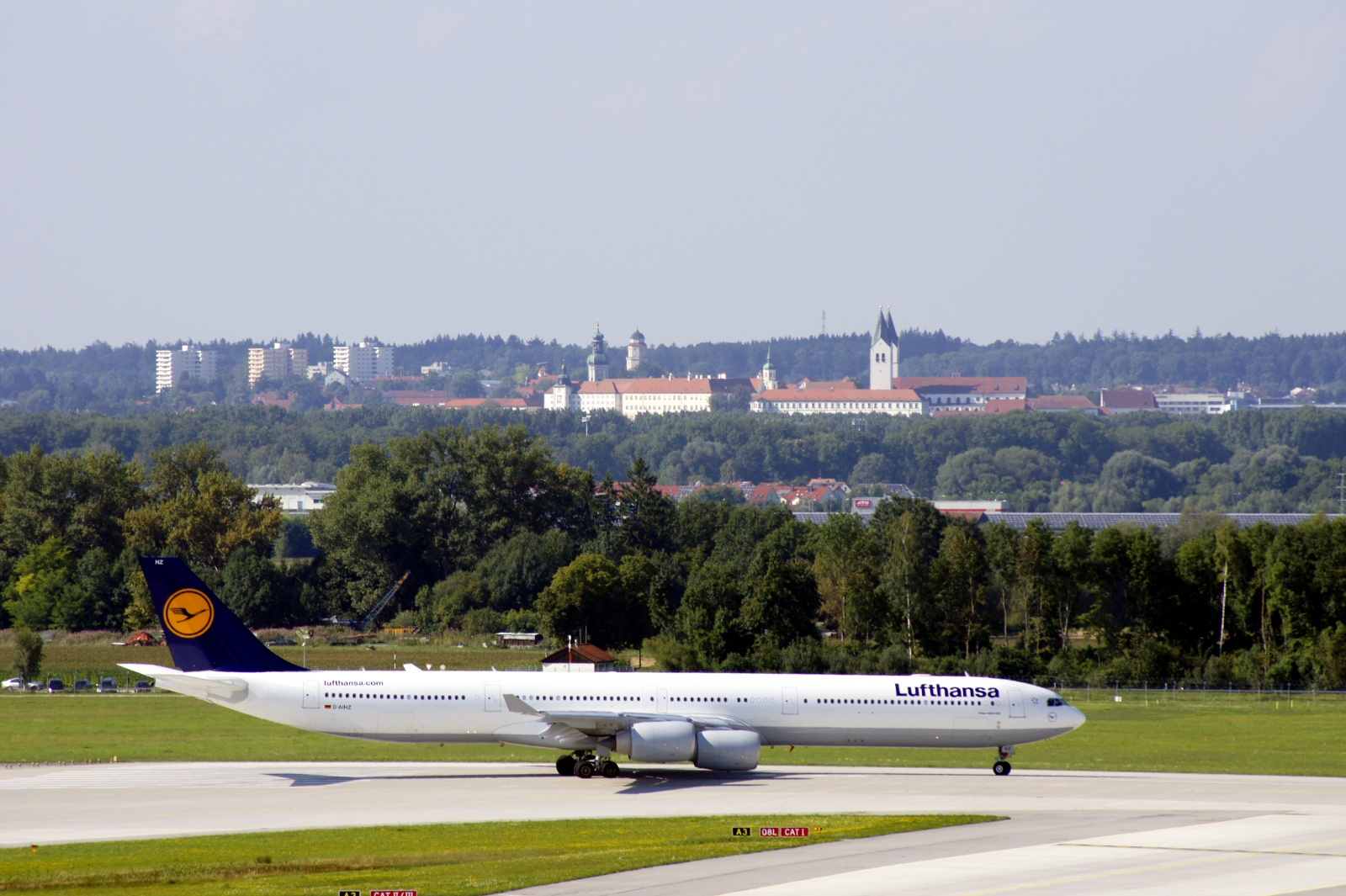
L’aéroport de Munich s'étend depuis 1992 aux portes de la ville.

Le 30 avril 1945, le commissaire de police fut désigné comme bourgmestre provisoire, remplacé à ce poste dès le 2 mai par Emil Berg. Le 8 mars 1946, Freising retrouvait son autonomie d'avec l'arrondissement. Les premières élections municipales d'après-guerre, remportées par le CSU, se tinrent le 26 mai 1946, et le conseil municipal porta Karl Wiebel au poste de bourgmestre. Le dernier gouverneur militaire allié quitta la ville le 15 janvier 1952, marquant par là le retrait des forces d'occupation américaines de la politique locale (→ Dénazification).
Le boulevard reliant la Johannisplatz à la gare (l'actuelle Johannisstraße) a été percé en 1956. Au début de l'année suivante, le premier contingent du régiment du train Erding I de la Luftwaffe (300 soldats) prit ses quartiers à Freising, dans la caserne d'Artillerie (quartier General-von-Stein), aux côtés des soldats américains encore stationnés là. Le 18 juillet, la caserne était restituée officiellement aux autorités de la RFA, mais il faudra encore attendre 1966 pour que les trois autres casernes de la ville soient remises par les autorités américaines à la Bundeswehr.
En 1959, les réseaux de gaz, d'eau potable et d'électricité furent confiés aux ateliers municipaux de Freising. La nouvelle station d'épuration fut inaugurée le 8 septembre de cette même année et le 30 septembre 1965, l'ancienne prison de la Fischergasse était définitivement évacuée.
En 1967, le gouvernement fédéral prononça l'expropriation de l'exploitation forestière de Hofoldingen et de la tourbière d'Erding, aux portes de la ville, afin d'y construire le nouvel aéroport international de Munich ; mais la décision d’expropriation de la tourbière d’Erding, le 6 août 1969, déchaîna un premier mouvement de protestation.
Le 14 décembre 1976, le parking de l'université technique de Munich de Weihenstephan, à Freising a été le théâtre de l’enlèvement de Richard Oetker, fils d'un industriel. L'otage a été libéré deux jours plus tard après versement d'une rançon de 21 millions de DM.
En 1989, Freising a célébré le jubilé des 1250 ans du diocèse et en 1996, le millénaire de la foire annuelle.
De 1988 à 1995, le quartier de Wörth compris entre les deux bras du Moosach a été entièrement reconstruit. Les friches laissées par les anciens jardins de la ville et le parking ont cédé la place à un quartier d'habitation.
La construction de l’aéroport de Munich-Franz-Josef Strauss en 1980, et son inauguration en 1992, ont bouleversé la vie à Freising, tout en provoquant une explosion du chiffre de la population. Cette infrastructure, qui empiète sur une partie du territoire de la commune, n’est qu'à 5 km du centre-ville, et à 3 km du quartier de Lerchenfeld. La construction d'un troisième aérogare, plus près encore, est très critiquée par les habitants de Freising, car il affecterait beaucoup le faubourg d'Attaching de vols à basse altitude,.

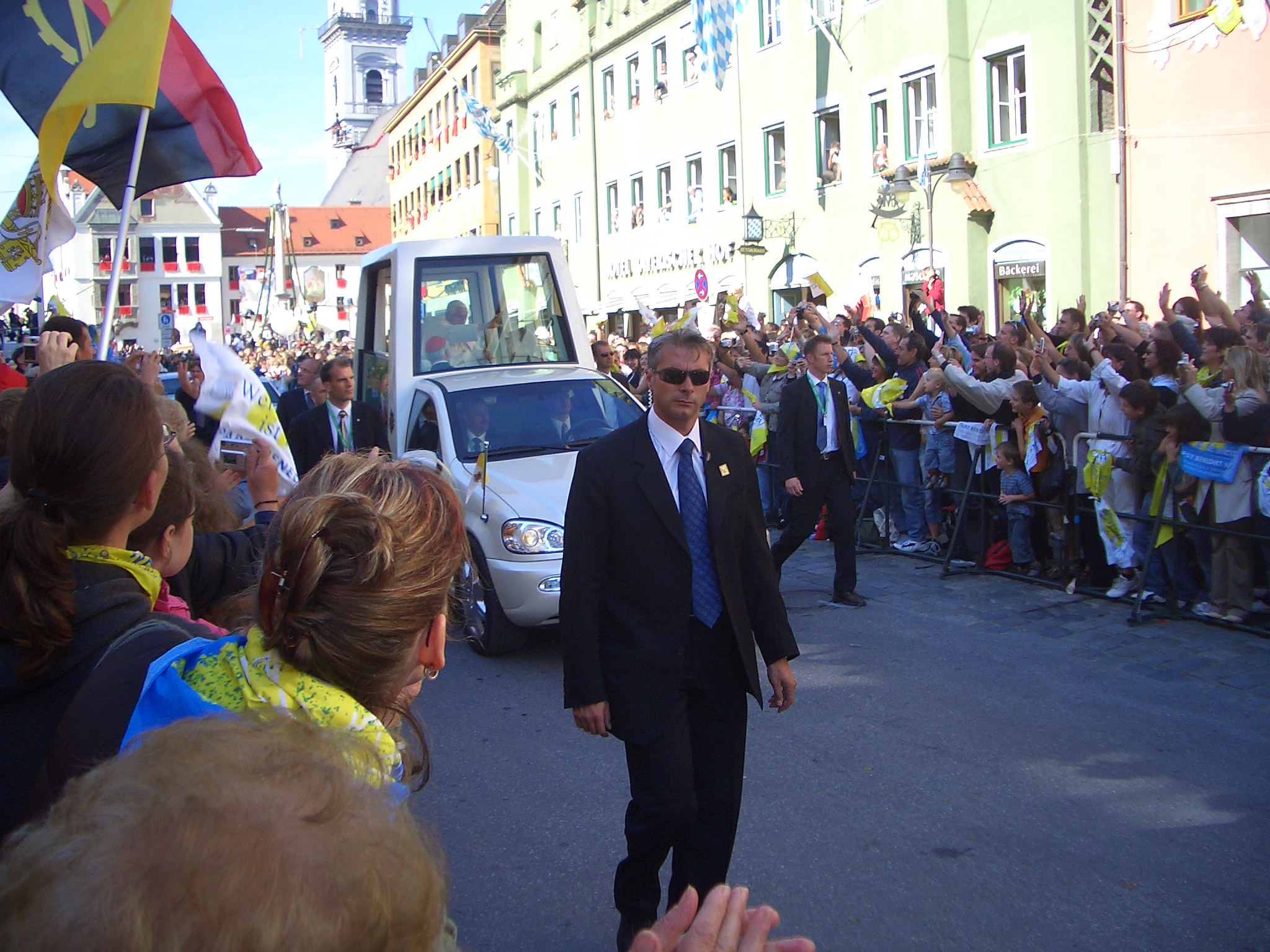
Le pape Benoît en visite officielle à Freising.

Le 14 septembre 2006, le pape Benoît XVI a conclu son tour de Bavière par une visite à Freising, où il avait étudié de 1946 à 1951 la théologie et la philosophie en tant que Josef Ratzinger, avant de prendre les sacrements de prêtre dans la cathédrale de Freising, puis de devenir lui-même professeur de théologie en 1954.

## Personnalités
- Corbinien de Freising
- Otton de Freising
- Ludwig Prandtl, théoricien de la mécanique des fluides
- Benoît XVI, pape ordonné prêtre à Freising le 29 juin 1951

## Évêché
- Archidiocèse de Munich et Freising
- Cathédrale Sainte-Marie et Saint-Corbinien de Freising